# Lista odcinków serialu Southland
Poniżej znajduje się lista odcinków serialu telewizyjnego Southland – emitowanego przez amerykańską stację telewizjną NBC od 9 kwietnia 2009 roku do 21 maja 2009. Od drugiego sezonu serial jest emitowany przez stację TNT, od 2 marca 2010 roku. W Polsce nie był jeszcze emitowany, jedynie wydano na DVD pierwszy i drugi sezon, które miał swoją premierę 25 listopada 2011 roku.
| Sezon | Sezon | Odcinki | Oryginalna emisja | Oryginalna emisja |
| Sezon | Sezon | Odcinki | Premiera sezonu   | Finał sezonu      |
| ----- | ----- | ------- | ----------------- | ----------------- |
|       | 1     | 7       | 9 kwietnia 2004   | 21 maja 2005      |
|       | 2     | 6       | 2 marca 2010      | 6 kwietnia 2010   |
|       | 3     | 10      | 4 stycznia 2011   | 8 marca 2011      |
|       | 4     | 10      | 17 stycznia 2012  | 20 marca 2012     |
|       | 5     | 10      | 13 lutego 2013    | 17 maja 2013      |

## Sezon 1 (2009)
| # | Tytuł              | Reżyseria           | Scenariusz                                    | Premiera NBC     |
| - | ------------------ | ------------------- | --------------------------------------------- | ---------------- |
| 1 | Unknown Trouble    | Christopher Chulack | Ann Biderman                                  | 9 kwietnia 2009  |
| 2 | Mozambique         | Nelson McCormick    | Ann Biderman                                  | 16 kwietnia 2009 |
| 3 | See the Woman      | Christopher Chulack | Ann Biderman                                  | 23 kwietnia 2009 |
| 4 | Sally in the Alley | Christopher Chulack | Angela Amato Velez, Ann Biderman              | 30 kwietnia 2009 |
| 5 | Two Gangs          | Nelson McCormick    | Dee Johnson                                   | 7 maja 2009      |
| 6 | Westside           | Nelson McCormick    | Ann Biderman, Angela Amato Velez, Dee Johnson | 14 maja 2009     |
| 7 | Derailed           | Christopher Chulack | Ann Biderman                                  | 21 maja 2009     |

## Sezon 2 (2010)
| # | Tytuł                 | Reżyseria           | Scenariusz                    | Premiera TNT    |
| - | --------------------- | ------------------- | ----------------------------- | --------------- |
| 1 | Phase Three           | Christopher Chulack | Ann Biderman, John Wells      | 2 marca 2010    |
| 2 | Butch and Sundance    | Nelson McCormick    | Robin Green, Mitchell Burgess | 9 marca 2010    |
| 3 | U-Boat                | Christopher Chulack | Ann Biderman                  | 16 marca 2010   |
| 4 | The Runner            | Guy Ferland         | Diana Son                     | 23 marca 2010   |
| 5 | What Makes Sammy Run? | Felix Alcalá        | Cheo Hodari Coker             | 30 marca 2010   |
| 6 | Maximum Deployment    | J. Michael Muro     | David Graziano                | 6 kwietnia 2010 |

## Sezon 3 (2011)
| #  | Tytuł          | Reżyseria           | Scenariusz                                                         | Premiera TNT     |
| -- | -------------- | ------------------- | ------------------------------------------------------------------ | ---------------- |
| 1  | Let It Snow    | Christopher Chulack | Ann Biderman, John Wells                                           | 4 stycznia 2011  |
| 2  | Punching Water | Christopher Chulack | Cheo Hodari Coker                                                  | 11 stycznia 2011 |
| 3  | Discretion     | Nelson McCormick    | Jonathan Lisco                                                     | 18 stycznia 2011 |
| 4  | Code 4         | Felix Alcalá        | Diana Son, Will Rokos, Will Rokos                                  | 25 stycznia 2011 |
| 5  | The Winds      | Christopher Chulack | Robin Green, Mitchell Burgess, Healther Zuhlke                     | 1 lutego 2011    |
| 6  | Cop or Not     | J. Michael Muro     | Cheo Hodari Coker                                                  | 8 lutego 2011    |
| 7  | Sideways       | Allison Anders      | Jonathan Lisco                                                     | 15 lutego 2011   |
| 8  | Fixing a Hole  | Christopher Chulack | Will Rokos, Cheo Hodari Coker                                      | 22 lutego 2011   |
| 9  | Failure Drill  | J. Michael Muro     | Jonathan Lisco, Chitra Elizabeth Sampath, Chitra Elizabeth Sampath | 1 marca 2011     |
| 10 | Graduation Day | Christopher Chulack | Heather Zuhlke, John Wells                                         | 8 marca 2011     |

## Sezon 4 (2012)
| #  | Tytuł           | Reżyseria           | Scenariusz        | Premiera TNT     |
| -- | --------------- | ------------------- | ----------------- | ---------------- |
| 1  | Wednesday       | Christopher Chulack | Jonathan Lisco    | 17 stycznia 2012 |
| 2  | Underwater      | Nelson McCormick    | Cheo Hodari Coker | 24 stycznia 2012 |
| 3  | Community       | Felix Alcalá        | Jason Horwitch    | 31 stycznia 2012 |
| 4  | Identity        | Nelson McCormick    | Sara Gran         | 7 lutego 2012    |
| 5  | Legacy          | J. Michael Muro     | Heather Zuhlke    | 14 lutego 2012   |
| 6  | Integrity Check | Christopher Chulack | Jonathan Lisco    | 21 lutego 2012   |
| 7  | Fallout         | Allison Anders      | Etan Frankel      | 28 lutego 2012   |
| 8  | God’s Work      | Guy Norman Bee      | Cheo Hodari Coker | 6 marca 2012     |
| 9  | Risk            | J. Michael Muro     | Jason Horwitch    | 13 marca 2012    |
| 10 | Thursday        | Christopher Chulack | Jonathan Lisco    | 20 marca 2012    |

## Sezon 5 (2013)
| #  | Tytuł             | Reżyseria           | Scenariusz           | Premiera TNT     |
| -- | ----------------- | ------------------- | -------------------- | ---------------- |
| 1  | Hats and Bats     | Christopher Chulack | Jonathan Lisco       | 13 lutego 2013   |
| 2  | Heat              | Daniel Sackheim     | Heather Zuhlke       | 20 lutego 2013   |
| 3  | Babel             | J. Michael Muro     | Aaron Rahsaan Thomas | 27 lutego 2013   |
| 4  | Under the Big Top | Felix Alcalá        | Sara Gran            | 6 marca 2013     |
| 5  | Off Duty          | Regina King         | Zack Whedon          | 13 marca 2013    |
| 6  | Bleed Out         | Christopher Chulack | Chad Feehan          | 20 marca 2013    |
| 7  | Heroes            | J. Michael Muro     | Heather Zuhlke       | 27 marca 2013    |
| 8  | The Felix Paradox | Stephen Cragg       | Aaron Rahsaan Thomas | 3 kwietnia 2013  |
| 9  | Chaos             | Christopher Chulack | Zack Whedon          | 10 kwietnia 2013 |
| 10 | Reckoning         | Christopher Chulack | Jonathan Lisco       | 17 kwietnia 2013 |